# 赵保禄
赵保禄（Bishop Paul-Marie Reynaud, C.M.，1854年4月12日—1926年2月23日）法国遣使会会士，担任天主教浙江代牧区、浙江东境代牧区、宁波代牧区主教（1884-1926年），时间长达41年。
1854年4月12日，赵保禄生于法国卢瓦尔省雅雷地区圣克鲁瓦。1873年5月19日（19岁）在巴黎入遣使会，1879年6月7日（25岁）成为遣使会神甫。
同年9月24日，赵保禄到达中国上海，在宁波学习中文。1882年到舟山岛定海传教。1884年3月7日（29岁）任浙江代牧区宗座代牧，领北非富苏拉（Fussala）主教衔。驻扎宁波。同年6月29日，在宁波圣母升天堂祝圣，由江西北境代牧区同会白振铎主教主礼，蒙古西南境代牧区比利时圣母圣心会德玉明主教、江南代牧区法国耶稣会倪怀纶主教襄礼。1910年5月10日改名浙江东境代牧区宗座代牧，1924年12月3日又改称宁波代牧区宗座代牧。
赵保禄主教在任期间，致力于拓展教会影响力和创办慈善事业。1899年，赵保禄为宁波江北岸宁波圣母七苦主教座堂增建钟楼，形成现在的外观。他要求清政府将新江桥至轮船码头（今宁波美术馆）及附近水面纳入教堂特权范围，当时称为“白水权”，并将这一段甬江江岸出租，用于修建码头，获取收益。他又在草马路附近先后买地70余亩，建立大小修道院、普济院和毓才中学等机构。为此，赵保禄主教获得教宗、清政府、中华民国政府和法国政府颁发的荣誉，其权势亦超过宁波当地主要官员，时人有“道台一颗印，不及赵主教一封信”之说，民国《鄞县通志》则称其为“宰割一府生灵而官无力制止之”。
1926年1月，赵保禄返回法国。2月23日在巴黎遣使会总院逝世，年71岁。其遗体运回中国宁波，安葬于宁波圣母七苦主教座堂。2016年修复发生火灾的主教座堂时，还翻修了赵保禄墓。